# Aleksander Sygietyński

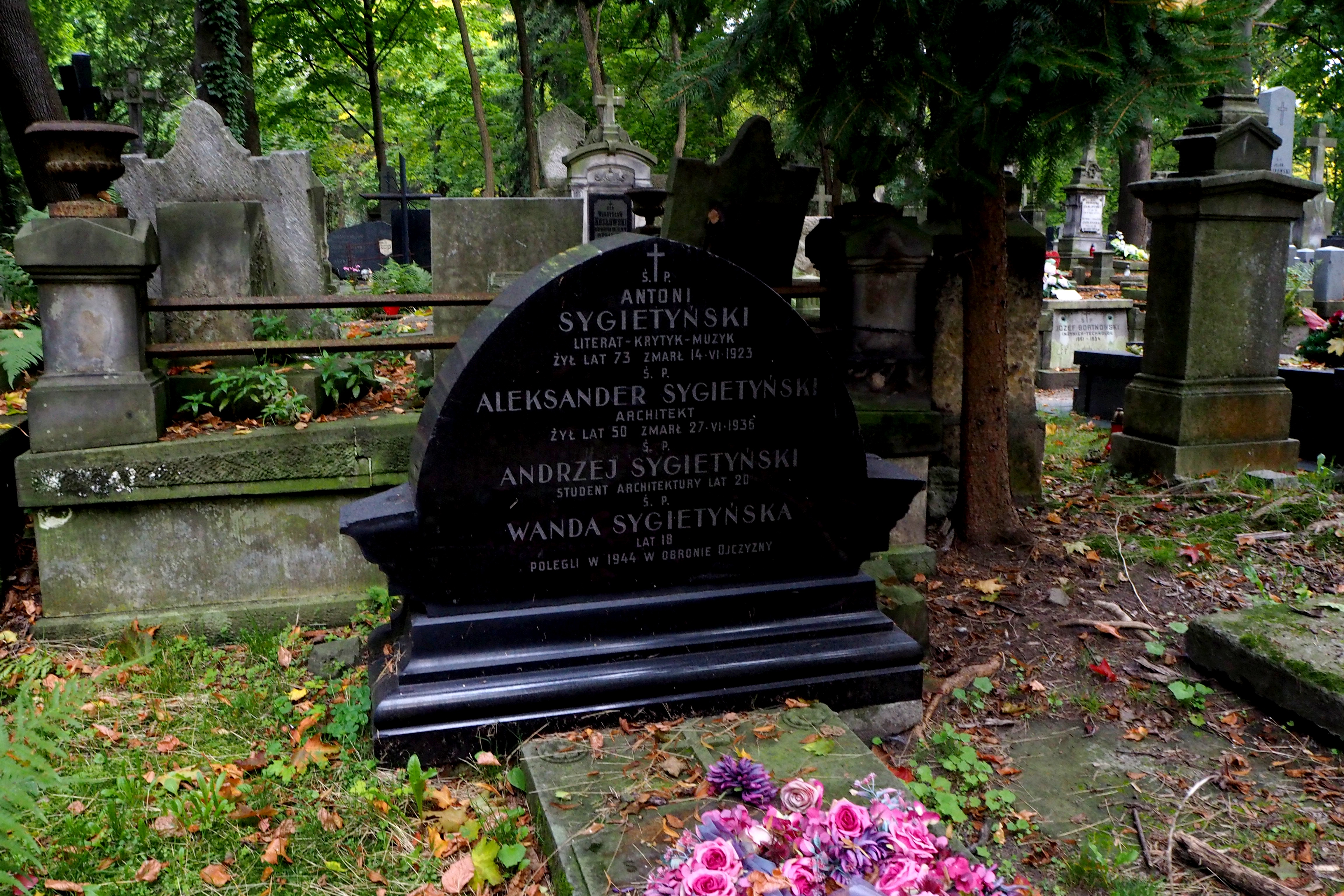
Grób Aleksandra oraz Antoniego Sygietyńskich na cmentarzu Powązkowskim w Warszawie w Warszawie

Aleksander Sygietyński (ur. 13 listopada 1885 w Warszawie, zm. 27 czerwca 1936 tamże) – polski architekt.

## Życiorys
Studiował architekturę na Politechnice Lwowskiej i na Politechnice Warszawskiej, gdzie w 1922 uzyskał dyplom.
Spoczywa na cmentarzu Powązkowskim w Warszawie (kw. D-5-12).

## Ważniejsze prace
- restauracja pałacu Mostowskich w Warszawie (1925–1926)[2]
- spółdzielcze domy mieszkalne przy ul. Filtrowej w Warszawie[1]
- budynki Polskich Zakładów Inżynierii przy ul. Terespolskiej w Warszawie[1]
- domy na kolonii Lubeckiego w Warszawie[4]
- przebudowa budynku Komendy Miasta przy ul. gen. Michała Tokarzewskiego-Karaszewicza 4 w Warszawie (z Czesławem Przybylskim, 1936–1937)[5]
- kościół Trójcy Świętej w Obrytem[2]